# 海爾德蘭省旗

海爾德蘭省旗

海爾德蘭省旗是一面橫三色旗，自上而下分別是藍、黃、黑三色條紋。這面旗幟啟用於1953年4月15日 。海爾德藍省旗的顏色系來自於海爾德藍省徽的顏色。